# Nya Skolan
Nya Skolan är namnet på ett antal fristående svenska för- och grundskolor. Den första skolan grundades 1999 i Trollhättan. De första eleverna kom 2001 då verksamheten startade i Swedenborg Center som är Trollhättans f d lasarett. 2002 flyttade de lägre årskurserna F-5 till f d Andreaskyrkan i stadsdelen Skoftebyn. 2008 etablerades Nya Skolan även i Lilla Edet och tillstånd finns för att starta grundskola i Skövde. 2009 flyttade skolverksamheterna i Trollhättan ihop i stadsdelen Eriksro i f d Pettersbergsskolan, byggd 1968. 2020 startas en ny F-6-skola i stadsdelen Hjulkvarn i Trollhättan i f d Egnahemsskolan, byggd 1912. Förskolor drivs av skolan på flera platser i de olika orterna.
Skolorna och förskolorna hade 2019 totalt cirka 700 barn och elever och antalet anställda uppgick till över 100 st inklusive servicefunktioner. 
Nya Skolan är delägare i Amerikanska Gymnasiet som startade 2019 i Göteborg samt har tillstånd och planerar att starta i Stockholm 2021.